# Liste des aéroports canadiens par indicateur d'emplacement : CV
Cette liste d'aéroports reprend l'ordre alphabétique suivi par le « TC LID ». Le « TC LID » est le « lieu d'identification » donné par Transports Canada, représentant le nom et le lieu d'un aéroport. C'est une aide de direction pour aider la circulation aérienne, les télécommunications et les programmes d'ordinateur.
Le format des entrées sont:
- Lieu d'identification (TC LID) - IATA - Nom de l'aéroport (nom alternatif) - Communauté de l'aéroport - Province

Les aéroports du Réseau national des aéroports sont en caractères gras.

## CA -Canada- CAN[1],[2]
| TC LID | IATA | Nom de l'aéroport                                    | Communauté        | Province                |
| ------ | ---- | ---------------------------------------------------- | ----------------- | ----------------------- |
| CVB2   |      | Aérodrome Voisey's Bay                               | Voisey's Bay Mine | Terre-Neuve-et-Labrador |
| CVB6   |      | Hydroaérodrome Val-d'Or/Base Huard                   | Val-d'Or          | Québec                  |
| CVF2   |      | Aérodrome Fergus (Vodarek Field)                     | Fergus            | Ontario                 |
| CVG8   |      | Héliport Vegerville (St. Joseph's Genereal Hospital) | Vegreville        | Alberta                 |
| CVH2   |      | Héliport Vermilion Health Centre                     | Vermilion         | Alberta                 |
| CVH7   |      | Héliport Vulcan (Hospital)                           | Vulcan            | Alberta                 |
| CVK2   |      | Héliport Viking Health Centre                        | Viking            | Alberta                 |
| CVL2   |      | Vulcan/Aérodrome Kirkcaldy                           | Vulcan            | Alberta                 |
| CVM2   |      | Aérodrome Victor Mine                                | Victor Mine       | Ontario                 |
| CVS2   |      | Aérodrome Viking (South)                             | Viking            | Alberta                 |
| CVW2   |      | Hydroaérodrome Vernon/Wildlife                       | Vernon            | Colombie-Britannique    |
| CVP2   |      | Hydro-aéroport Montréal Centre-Ville                 | Montréal          | Québec                  |

## Référence
1. ↑  Canada Airports - Airport Guide
2. ↑  Airports in Canada